# František Vláčil
František Vláčil (n. 19 februarie 1924, Český Těšín⁠(d), Moravia-Silezia, Cehia – d. 27 ianuarie 1999, Praga, Cehia) a fost un regizor de film, pictor și grafician ceh. 
Între 1945 și 1950, a studiat estetica și istoria artei la Universitatea Masaryk din Brno. Mai târziu, a lucrat în diferite grupuri și ateliere (de exemplu de filme animate), dar domeniul principală a devenit filmul artistic. Filmele sale sunt recunoscute pentru calitatea extraordinară a artei. Vláčil a primit numeroase premii de film, cum ar fi Globul de Cristal la Festivalul Internațional de Film din 1998 de la Karlovy Vary sau Premiul Leul Ceh pentru contribuția extraordinară la cinematografia cehă și mondială. În 1998, Vláčil a fost votat cel mai bun regizor ceh din toate timpurile de către un sondaj de critici de film cehi. Filmul său Marketa Lazarová este considerat cel mai bun film ceh făcut vreodată.

## Biografie

### Tinerețe
Și-a petrecut copilăria în nordul Moraviei. František Vláčil a studiat o perioadă scurtă la Academia de Arte, Arhitectură și Design din Praga, dar s-a mutat la Facultatea de Arte din cadrul Universității Masaryk. A terminat studiile în 1951. El a fost interesat de filme în timpul studiilor sale și a lucrat ca scenarist la studioul de film Brno  de animații și păpuși.  Ulterior, el a mers la studioul nou format de producție a filmelor de popularizare a științei. A realizat patru filme documentare de scurtmetraj în acest studio.

### Film militar
Vláčil a lucrat într-un studio de film militar cehoslovac în timpul serviciului său militar obligatoriu. A fost în armată între 1951 și 1958. S-a întâlnit cu directorul de imagine Jan Čuřík, cu care a colaborat frecvent în timpul carierei sale. Aici a mai întâlnit un alt regizor, Karel Kachyňa. Filmele scurte ale lui Vláčil din studioul militar au fost în mare parte instructive și propagandiste. Primul său film a fost scurtmetrajul Vzpomínka (Amintire) din 1953 care l-a comemorat pe președintele comunist decedat Klement Gottwald. Un alt film de scurt metraj este documentarul  Posádka na štítě, (Echipa din vârf) care se referă la meteorologii care lucrează pe vârful montan Lomnický. Filmul arată contrastul dintre om și munți. Vláčil a participat și la realizarea de filme ale altor regizori. În 1955, Vláčil a fost consilier la realizarea filmului de război Brigada de tancuri, în care a coordonat scenele de luptă. Ultimul său scurtmetraj militar a fost un film instructiv și motivațional denumit Sebeobrana (Autoapărare). A realizat, de asemenea, un scurt film denumit Nori din sticlă care este considerat cea mai bună creație a sa din timpul armatei. Este singurul film pe care Vláčil l-a făcut în armată și nu a fost determinat de politică sau de gen. Nori de sticlă a câștigat un premiu la Festivalul de documentare și de scurtmetraje din Veneția. Vláčil a părăsit armata în 1958. 

### Barrandov
Vláčil a fost angajat la studiourile Barrandov. A debutat în 1959 cu un film scurt Vstup zakázán (segmentul Urmărirea ). Filmul este despre doi grăniceri care urmăresc un agent inamic. Filmul nu este o poveste obișnuită despre paza la frontieră, el are un accent puternic pe frumusețile naturii. A realizat primul său film de lungmetraj, Holubice (Porumbelul alb), în 1960. Filmul a primit recenzii pozitive și unele premii. A realizat un film istoric Ďáblova past (Capcana diavolului), care a fost, de asemenea, un succes. Următorul său film a fost o dramă istorică Marketa Lazarová, la care a lucrat șase ani. A colaborat cu designeri importanți de costume și decorațiuni, Theodor Pištěk, Jan Koblasa și alții. Filmul a fost foarte apreciat și a fost votat cel mai bun film ceh din toate timpurile într-un prestigios sondaj din 1998 al criticilor și publiciștilor cehi de film. Filmul a fost, de asemenea, foarte scump și Vláčil a fost forțat să facă Údolí včel (Valea albinelor) un alt film istoric. Valea albinelor a folosit aceleași seturi și costume, astfel încât cheltuielile de la Markéta Lazarová să poată fi rambursate parțial. În film a jucat vedeta de cinema Petr Čepek ca Ondřej. Vláčil a lucrat apoi cu Čepek la următorul său film Adelheid.
În timpul perioadei de normalizare, lui Vláčil nu i s-a permis să facă filme de lung metraj și a trebuit să părăsească studioul Barrandov. A făcut filme de scurt metraj, cum ar fi Praha secesní. I s-a permis să facă un alt film de lung metraj în 1976, acesta a fost drama Dým bramborové natě (Fumatul pe câmpurile de cartofi). Următorul său film, thrillerul Stíny horkého léta (Umbre de vară fierbinte), a câștigat Globul de Cristal.
Vláčil a început să lucreze cu scenaristul Zdeněk Mahler și împreună au lucrat la unele filme, ca de  exemplu Koncert na konci léta (Concert la sfârșitul verii). Au urmat alte filme importante, Hadí jed (Veninul șarpelui) Stín kapradiny (Umbra ferigii) și Mág (Magicianul). Acestea au fost ultimele sale filme înainte de a se retrage.

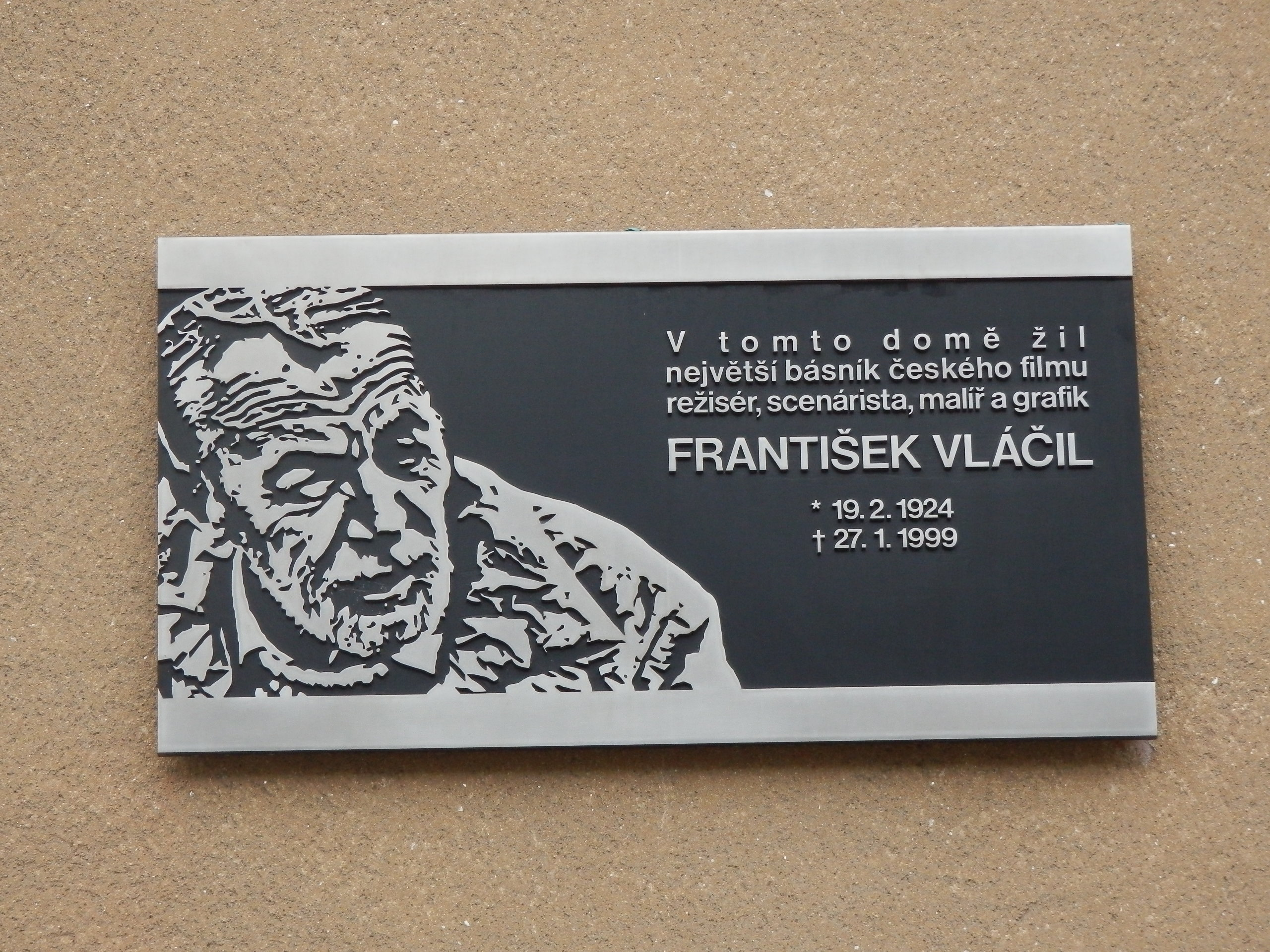
Placă memorială a lui František Vláčil în Praga

După Revoluția de Catifea, Vláčil a primit o serie de premii. A câștigat Leul Ceh pentru munca de o viață și contribuția extraordinară la cinematografia cehă și a devenit președinte al Academiei Cehe de Film și Televiziune. În 1997, Vláčil și-a rupt piciorul stâng și a fost spitalizat. El a fost operat, însă operația sa nu a reușit și a trebuit să fie refăcută. A doua operație a avut succes și i s-a permis să părăsească spitalul. După o zi, acasă, a căzut în inconștiență din cauza aritmiei cardiace. El nu s-a mai recuperat și a murit la 27 ianuarie 1999.

### Probleme cu alcoolul
Când Vláčil a început să-și facă propriile proiecte în anii 1960, a început să bea foarte mult. El credea că alcoolul îl va fi benefic în munca sa, că îl va ajuta să-și atingă viziunile. Problemele sale cu alcoolul s-au înrăutățit după ce a regizat filmul Markéta Lazarová. După ce a terminat filmul, el arăta „ca un schelet viu”. Când a terminat filmul Adelheid, a avut probleme grave. A fost la terapie și a făcut Dým bramborové natě în timpul unei perioade de austeritate. Din cauza omisiunii scenei favorite din film, pentru că a fost distrusă, Vláčil a început să bea din nou. Alcoolismul nu l-a ajutat însă cu nimic. A încercat să lupte împotriva acestei boli, regizând Hadí jed. Alcoolismul lui Vláčil l-a făcut să-și piardă familia și prietenii. 

## Filmografie
Notă: Titlurile în limba română nu sunt cele oficiale.
| An   | Titlu în cehă                     | Titlu în română                 | Regizor | Scenarist | Durată        | Note |
| ---- | --------------------------------- | ------------------------------- | ------- | --------- | ------------- | --- |
| 1953 | Létání bez vidu podle systému OSP | Zborul orbește cu sistemul OSP  | Da      | Da        | 49 de minute  | Film color instrucțional                                                                                   |
| 1960 | Vstup zakázán                     | Intrarea interzisă              | Da      | Da        | 77 de minute  | Vláčil a regizat segmentul Urmărirea                                                                       |
| 1960 | Holubice                          | Porumbelul alb                  | Da      | Da        | 76 de minute  | |
| 1962 | Ďáblova past                      | Capcana diavolului              | Da      | Nu        | 85 de minute  | Bazat pe romanul istoric Mlýn na ponorné řece de Alfréd Technik.                                           |
| 1967 | Marketa Lazarová                  | Marketa Lazarová                | Da      | Da        | 165 de minute | Votat cel mai bun film ceh într-un sondaj prestigios din 1998 al criticilor și publiciștilor cehi de film. |
| 1967 | Údolí včel                        | Valea albinelor                 | Da      | Da        | 97 de minute  | |
| 1970 | Adelheid                          | Adelheid                        | Da      | Da        | 99 de minute  | |
| 1973 | Pověst o stříbrné jedli           | Legenda bradului de argint      | Da      | Da        | 54 de minute  | Inspirat de o legendă din Munții Beskizi.                                                                  |
| 1975 | Sirius                            | Sirius                          | Da      | Nu        | 50 de minute  | |
| 1977 | Dým bramborové natě               | Fumatul pe câmpurile de cartofi | Da      | Da        | 95 de minute  | |
| 1978 | Stíny horkého léta                | Umbrele verii fierbinți         | Da      | Nu        | 99 de minute  | |
| 1980 | Koncert na konci léta             | Concert la sfârșitul verii      | Da      | Nu        | 102 de minute | Bazat pe viața lui Antonín Dvořák, compozitor de muzică clasică.                                           |
| 1982 | Hadí jed                          | Veninul șarpelui                | Da      | Da        | 84 de minute  | Inspirat de problemele proprii ale lui Vláčil cu alcoolul.                                                 |
| 1984 | Pasáček z doliny                  | Ciobănașul din vale             | Da      | Nu        | 90 de minute  | Bazat pe o nuvelă de Antonín Fuks.                                                                         |
| 1985 | Albert                            | Albert                          | Da      | Nu        | 70 de minute  | Bazat pe o povestire de Lev Tolstoi.                                                                       |
| 1986 | Stín kapradiny                    | Umbra ferigii                   | Da      | Da        | 90 de minute  | Bazat pe un roman de Josef Čapek                                                                           |
| 1988 | Mág                               | Magician                        | Da      | Nu        | 87 de minute  | Ultimul film al lui Vláčil. Bazat pe viața lui Karel Hynek Mácha, scriitor ceh                             |

### Filme scurte
| An   | Titlu în cehă                   | Titlu în română                                   | Regizor | Scenarist | Durată       | Note                                       |
| ---- | ------------------------------- | ------------------------------------------------- | ------- | --------- | ------------ | ------------------------------------------ |
| 1950 | Hospodaření s elektřinou        | Managementul energiei electrice                   | Da      | Da        | 12 minute    | Film educațional                           |
| 1950 | Lék č. 2357                     | Leacul nr. 2357                                   | Da      | Da        | 14 minute    |                                            |
| 1951 | Tepelná revoluce                | Revoluția termică                                 | Da      | Nu        |              | Film educațional                           |
| 1951 | Úrazy elektřinou v průmyslu     | Accidente electrice în industrie                  | Da      | Nu        |              |                                            |
| 1953 | Vzpomínka                       | Amintire                                          | Da      | Da        | 19 minute    |                                            |
| 1956 | Dopis z fronty                  | Scrisoare de pe front                             | Da      | Da        | 23 de minute |                                            |
| 1956 | Posádka na štítě                | Echipa din vârf                                   | Da      | Da        | 13 minute    |                                            |
| 1957 | Vojenská maturita               | Învățământul militar                              | Da      | Da        | 16 minute    |                                            |
| 1958 | Lesy našich vojenských prostorů | Pădurile din zonele noastre de pregătire militară | Da      | Da        | 9 minute     | Documentar                                 |
| 1958 | Sebeobrana                      | Autoapărare                                       | Da      | Da        | 10 minute    |                                            |
| 1958 | Skleněná oblaka                 | Nori din sticlă                                   | Da      | Da        | 20 de minute | Debut regizoral al lui Vláčil.             |
| 1972 | Město v bílém                   | Orașul alb                                        | Da      | Da        | 15 minute    |                                            |
| 1973 | Karlovarské promenády           | Promenada de la Karlovy Vary                      | Da      | Da        | 15 minute    |                                            |
| 1973 | Vyprávěj mi o Praze             | Spune-mi despre Praga                             | Da      | Da        | 30 de minute | Documentar pentru televiziunea finlandeză. |
| 1974 | Praha secesní                   | Art Nouveau la Praga                              | Da      | Da        | 19 minute    |                                            |
| 1989 | Pražský Odysseus                | Ulise din Praga                                   | Da      | Da        | 20 de minute |                                            |

### Ca actor
| An   | Titlu în cehă           | Titlu în română        | Note                                                                                               |
| ---- | ----------------------- | ---------------------- | -------------------------------------------------------------------------------------------------- |
| 1959 | Pět z milionu           | Cinci dintr-un milion  | Rol cameo ca Franta.                                                                               |
| 1963 | Spanilá jízda           | Plimbare grațioasă     | Hejsek                                                                                             |
| 1984 | Slavnosti sněženek      | Festivalul ghiocelului | Rol cameo ca un bătrân.                                                                            |
| 1985 | Vesničko má středisková | Satul meu drag         | Rol cameo ca un bătrân bolnav pe nume František, care are unele trăsături asemănătoare lui Vláčil. |
| 1987 | Potichu                 | Liniște                | Film studențesc, singurul rol principal al lui Vláčil.                                             |
| 1989 | Rakovina vůle           | Voința racului         | |

## Distincții
| Data ceremoniei | Premiu                                                       | Categorie                                                                                     | Film                                                                              | Rezultat     | Note          |
| --------------- | ------------------------------------------------------------ | --------------------------------------------------------------------------------------------- | --------------------------------------------------------------------------------- | ------------ | ------------- |
| 1960            | Festivalul de film din Veneția                               | Medalia bienalei - în afara competiției                                                       | Porumbelul alb                                                                    | Câștigat     | [ 44 ]        |
| 1962            | Festivalul Internațional de Film de la Locarno               | Recunoaștere specială de către presa de film                                                  | Capcana diavolului                                                                | Câștigat     | [ 45 ]        |
| 1965            | Concurs artistic la 20 de ani de la eliberarea Cehoslovaciei | Premiul principal pentru film de lung metraj                                                  | Capcana diavolului                                                                | Câștigat     | [ 45 ]        |
| 1965            | Concurs artistic la 20 de ani de la eliberarea Cehoslovaciei | Premiul principal pentru scenariu                                                             | Marketa Lazarová                                                                  | Câștigat     | [ 45 ]        |
| 1967            | Premiul Trilobit                                             | Cel mai bun regizor                                                                           | Marketa Lazarová                                                                  | Câștigat     | [ 46 ]        |
| 1968            | Festivalul Internațional de Film Mar del Plata               | Best Film                                                                                     | Marketa Lazarová                                                                  | Nominalizare | [ 47 ]        |
| 1968            | Festivalul Internațional de Film Mar del Plata               | Micul Condor pentru valori artistice și istorice                                              | Marketa Lazarová                                                                  | Câștigat     | [ 48 ]        |
| 1968            | Premiul Ministerului Culturii                                | Lucrare lirică și artistică inventivă                                                         | Marketa Lazarová                                                                  | Câștigat     | [ 46 ]        |
| 1968            | Premiul de Stat Klement Gottwald                             | Scriere și realizare                                                                          | Marketa Lazarová                                                                  | Câștigat     | [ 49 ] [ 50 ] |
| 1968            | Premiul financiar pentru evaluarea studiului Barandov        | Cel mai de succes film                                                                        | Marketa Lazarová                                                                  | Câștigat     | [ 45 ]        |
| 1975            | Festivalul de filme pentru copii din Gotwaldov               | Premiul special al juriului pentru regie                                                      | Sirius                                                                            | Câștigat     | [ 45 ]        |
| 1976            | Festivalul filmelor cehe și slovace din Brno                 | Redare artistică și expresiv emoțională a atmosferei de rezistență împotriva terorii fasciste | Sirius                                                                            | Câștigat     | [ 45 ]        |
| 1977            | A 15-a ediție a Festivalului filmelor cehe și slovace        | Premiul special pentru regizor                                                                | Fumatul pe câmpurile de cartofi                                                   | Câștigat     | [ 45 ]        |
| 1978            | Festivalul Internațional de Film de la Karlovy Vary          | Globul de Cristal pentru cel mai bun film                                                     | Umbre de vară fierbinte                                                           | Câștigat     | [ 51 ]        |
| 1979            | Premiul de Stat Klement Gotwald                              | Premiul de Stat Klement Gotwald                                                               | Umbre de vară fierbinte                                                           | Câștigat     | [ 45 ]        |
| 1992            | Festivalul Internațional de Film de la Karlovy Vary          | Globul de Cristal pentru cel mai bun film                                                     | Marketa Lazarová                                                                  | Nominalizare | [ 52 ]        |
| 1993            | Premiile Leul Ceh                                            | Munca pe tot parcursul vieții și contribuția extraordinară la cinematografia cehă             | Munca pe tot parcursul vieții și contribuția extraordinară la cinematografia cehă | Câștigat     | [ 53 ]        |

## Vezi și
- Listă de pictori cehi
- Listă de regizori cehi